# 原田彩楓
原田 彩楓（はらだ さやか、1997年12月23日 - ）は、日本の女性声優。千葉県出身。フリー。以前はクレアボイス、ヴイ・フォークに所属していた。

## 来歴
高校生時代、進路決めの際に声優を志し養成所に入所。
2019年1月1日より準所属だったクレアボイスにて正所属へと昇格。7月31日、契約満了により退所、フリー期間を経て、2020年1月よりヴイ・フォーク所属となる。同年3月に大学卒業を報告。
2025年1月31日、ヴイ・フォークが同日付で声優マネジメント事業を終了することに伴い退所。再度フリーとなる。

## 出演
太字はメインキャラクター。

### テレビアニメ
2015年
- スタミュ（女子）

2016年
- Lostorage incited WIXOSS（2016年 - 2018年、女子生徒） - 2シリーズ
- タイムボカン24（鬼娘たち）

2017年
- うらら迷路帖（千矢）
- 幼女戦記（子供）
- MARGINAL#4 KISSから創造るBig Bang（女の子）
- ツインエンジェルBREAK（友達A）
- アリスと蔵六（ウェイトレス、店員、カップル、少女、女子高生 ほか）
- エロマンガ先生（女子中学生B）
- アホガール（隅野さやか）
- ゲーマーズ!（女生徒）
- ひなろじ〜from Luck & Logic〜（生徒）
- UQ HOLDER! 〜魔法先生ネギま!2〜（結城忍）
- 僕の彼女がマジメ過ぎるしょびっちな件（女の子〈TV音声〉）
- 宝石の国（ウォーターメロントルマリン）
- モンスターハンター ストーリーズ RIDE ON（アイルーB）
- アイドルマスター シンデレラガールズ劇場（2017年 - 2019年、三船美優、女生徒A） - 3シリーズ

2018年
- キリングバイツ（乃塒押絵）
- タイムボカン24 逆襲の三悪人（女官）
- りゅうおうのおしごと!（竹内美羽）
- 博多豚骨ラーメンズ（女）
- グランクレスト戦記（ウルリカ）
- ラストピリオド -終わりなき螺旋の物語-（ミザル）
- こみっくがーるず（女子高生）
- ちおちゃんの通学路（モブ〈女〉、女子）
- プラネット・ウィズ（高天原のぞみ）
- ハッピーシュガーライフ（バイト女子）
- ゆらぎ荘の幽奈さん（仲居ちとせ）
- うちのメイドがウザすぎる!（鷲崎みみか）
- ゴブリンスレイヤー（2018年 - 2023年、巫術士、少女巫術士） - 2シリーズ
- 叛逆性ミリオンアーサー（占いアーサー）
- とある魔術の禁書目録III（2018年 - 2019年、ヴィリアン）

2019年
- メルヘン・メドヘン（グレーティア）
- 通常攻撃が全体攻撃で二回攻撃のお母さんは好きですか?（ポータ）

2020年
- アサルトリリィ BOUQUET（江川樟美）
- いわかける! - Sport Climbing Girls -（後藤菊子）

2021年
- ゲキドル（ジュニアアイドル）
- アズールレーン びそくぜんしんっ!（ダンケルク）
- スライム倒して300年、知らないうちにレベルMAXになってました（2021年 - 2025年、ハルカラ） - 2シリーズ
- 精霊幻想記（2021年 - 2024年、綾瀬美春） - 2シリーズ
- 闘神機ジーズフレーム（クリシュティナ・アルツェバルスキー）

2022年
- トモダチゲーム（花宮満）

2023年
- デキる猫は今日も憂鬱（タレント）

2024年
- ブルーアーカイブ The Animation（奥空アヤネ）

### OVA
- ハンツー×トラッシュ（2016年、梅田）
- UQ HOLDER!（2018年、結城忍） - コミックス第16・17巻アニメDVD同梱 特装版
- ゆらぎ荘の幽奈さん（2018年 - 2020年、仲居ちとせ） - コミックス第11・12・13・24巻アニメBD同梱完全受注限定版

### Webアニメ
- 月曜日のたわわ（2016年 - 2021年、アイちゃん[40][41]） - 2シリーズ
- アイドルマスター シンデレラガールズ劇場 火曜シンデレラシアター / Extra Stage（2017年 - 2020年、三船美優[16]） - 2シリーズ
- A.I.C.O. Incarnation（2018年、伊佐津柚葉）
- セリア先生のわくわくまじかる教室（2021年、綾瀬美春）
- ブルーアーカイブ 1.5周年記念ショートアニメーション（2022年、奥空アヤネ）
- CINDERELLA GIRLS 10th Anniversary Celebration Animation ETERNITY MEMORIES（2022年、三船美優）
- 先生、ちょっとお時間もらいますね。（2023年 - 2024年、奥空アヤネ） - 2シリーズ[一覧 6]
- セリア先生のどきどきインタビュールーム（2024年、綾瀬美春）

### ゲーム
2016年
- アイドルマスター シンデレラガールズ（2016年 - 、三船美優） - 3作品
- 編隊少女 -フォーメーションガールズ-（リーゼロッテ・エッシェンバッハ）

2017年
- エンドライド -X fragments-（ビスケット）
- 誰ガ為のアルケミスト（ウズマ）
- きららファンタジア（2017年 - 2022年、千矢）

2018年
- 神撃のバハムート（アイリーネ）
- ネギマテ UQ HOLDER! 〜魔法先生ネギま!2〜（結城忍）
- 武器よさらば（スイレン）
- 天華百剣 -斬-（太郎坊兼光）
- セブンズストーリー（コットン、リーゼロッテ）
- アズールレーン（2018年 - 、榛名、ダンケルク） - 2作品
- ゆらぎ荘の幽奈さん 湯けむり迷宮（仲居ちとせ）
- プレカトゥスの天秤（サネムラ・ワカナ）
- モン娘☆は〜れむ（ミキュル）
- 恒星少女（ヴィンデミア）
- Shadowverse（悪意の炎帝、ドールロード･ヴィオラ、豊穣の闘士･アイリーネ、アースエレメンタラー）

2019年
- 共闘ことばRPG コトダマン（イカルマ、リョウ駕レス）
- Ninja Girl and the Mysterious Army of Urban Legend Monsters! 〜 Hunt of the Headless Horseman.〜（メアリー）
- とある魔術の禁書目録 幻想収束（ヴィリアン）
- ゆらぎ荘の幽奈さん ドロロン温泉大紀行（仲居ちとせ）
- まちむす 地球防衛ライブ（ロンドン、バルセロナ）
- Z/X Code OverBoost（牡丹、ハルタール）
- ゴブリンスレイヤー THE ENDLESS REVENGE（少女巫術士）

2020年
-  プリンセスコネクト！Re:Dive（2020年 - 、ランファ）
- ラストピリオド -終わりなき螺旋の物語-（ミザル）
- World of Warships:Legends（2020年 - 2024年、ダンケルク、奥空アヤネ）

2021年
- アイドルマスター ポップリンクス（三船美優 ）
- ブルーアーカイブ -Blue Archive-（2021年 - 2023年、奥空アヤネ）
- CHUNITHM PARADISE LOST（イロドリミドリ）（桔梗小夜曲）
- 精霊幻想記アナザーテイル（綾瀬美春）
- アサルトリリィ Last Bullet（江川樟美）
- ブラウンダスト（リティアナ）

2022年
- エターナルツリー（ビビアーナ）
- ファントム オブ キル（ハルカラ）
- アッシュアームズ-灰燼戦線-（SU-57B）
- ドルフィンウェーブ（2022年 - 2023年、山葉由芽）

### ナレーション
- GA文庫『たとえばラストダンジョン前の村の少年が序盤の街で暮らすような物語』PV（2017年）
- GA文庫『リリエールと祈りの国』PV（2017年）
- GA文庫『スクランブル・イレギュラー　悪魔使いと６つの異常（エラー）』PV（2018年）
- GA文庫『魔王バトルロイヤル 魔力ゼロでも最強魔王になれますか？』PV（2018年）
- サンデーGX『BLACK LAGOON 掃除屋ソーヤー 解体!ゴアゴア娘』PV（2022年）
- 「週刊少年サンデー」発！ラブコメ作品TVCM（2022年）

### ドラマCD
- スライム倒して300年、知らないうちにレベルMAXになってました（2018年 - 2021年、ハルカラ[79]） - ドラマCD付き小説第5巻・第7巻・第9巻・第12巻・第14巻・第16巻限定特装版
- 精霊幻想記（2018年 - 2020年、綾瀬美春[80][81][82]） - 小説12・14・17巻ドラマCD付き特装版
- ゴブリンスレイヤー（2019年、少女巫術士）※小説第10巻ドラマCD付き限定特装版

### オーディオブック
- 太宰治作「女生徒」（小学館の名作文芸朗読）

### ASMR
- 【耳かき&添い寝】圧倒的添い寝CD 〜薄幸美人なお隣さんにたくさん甘えて癒されちゃう〜（2022年、お隣さん(佑里恵)）※CDと表記されているがデータ販売
- 【アズールレーンASMR】指揮官を癒やし隊! ダンケルクのアフタヌーンシロップ（2022年、ダンケルク）
- 湿度の高いあの娘の心の声が丸聞こえで（2022年、百瀬美夜子）
- いえカノ～コスプレイヤーの恋人と過ごす2.5次元的一日～（2023年、羽比呂紗月）

### デジタルコミック
- 神さまと偽装カップルはじめました（2022年、詠[83]）
- ケモっちびより![84]（2023年、高宮エマ）
- ホタルの嫁入り（2023年、桐ヶ谷美和子[85]）
- 4年1組（2024年、新山ゆか[86]）

### ラジオ
※はインターネット配信。
- Radioキリングバイツ〜獣人ウォッチング〜（2017年 - 2018年、音泉※）[87]
- ラジオピリオド ―ワイズマンの秘密基地―（2018年、音泉※）[88]
- 原田彩楓のさやのま（2020年、超!A&G+※）[89]
- 深川芹亜・原田彩楓の"＠ぽむらじ"（2022年 - 2023年、ニコニコ動画 シーサイドチャンネル）

### テレビ番組
※はインターネット配信。
- 原田彩楓のドンドンSUKIになっちゃえ（2022年 - 、ニコニコ生放送※）
- 声優だって好きなんだ!（2022年、ファミリー劇場）アシスタントMC

### その他コンテンツ
- オーディオドラマ『大国チートなら異世界征服も楽勝ですよ? グロリア帝国戦勝記念特別ラジオ』（2018年、ロザリンド[90]）
- THE IDOLM@STER CINDERELLA GIRLS Live Broadcast 24magic 〜シンデレラたちの24時間生放送！〜（2021年）[91]
- ボイスドラマ『幕末動乱美少女伝』（2024年、伊地知正治、北村重頼）
- 朗読劇「美術室に置き去りにされた天使－再演－」（2025年4月2日・4日、シアターサンモール） - よしこ 役[92]

## ディスコグラフィ

### キャラクターソング
| 発売日   | 商品名 | 歌 | 楽曲                                                        | 備考                                                                              |
| 2016年   | 2016年 | 2016年 | 2016年                                                      | 2016年                                                                            |
| -------- | --- | --- | ----------------------------------------------------------- | --------------------------------------------------------------------------------- |
| 11月14日 | 乙女のたわわ                                                                                              | アイちゃん（原田彩楓） | 「乙女のたわわ」                                            | Webアニメ『月曜日のたわわ』エンディングテーマ                                     |
| 11月16日 | THE IDOLM@STER CINDERELLA MASTER Take me☆Take you                                                         | THE IDOLM@STER CINDERELLA GIRLS!                                                                                                   | 「Take me☆Take you」                                        | ゲーム『アイドルマスター シンデレラガールズ』関連曲                               |
| 11月16日 | THE IDOLM@STER CINDERELLA MASTER Take me☆Take you                                                         | THE IDOLM@STER CINDERELLA GIRLS for BEST5!                                                                                         | 「キミのそばでずっと」                                      | ゲーム『アイドルマスター シンデレラガールズ』関連曲                               |
| 2017年   | | |                                                             |                                                                                   |
| 2月22日  | 夢路らびりんす                                                                                            | らびりんず | 「夢路らびりんす」                                          | テレビアニメ『うらら迷路帖』オープニングテーマ                                    |
| 2月22日  | 夢路らびりんす                                                                                            | らびりんず | 「うららか日和の四重奏」                                    | テレビアニメ『うらら迷路帖』関連曲                                                |
| 2月22日  | 夢路らびりんす                                                                                            | 千矢（原田彩楓） | 「夢路らびりんす」                                          | テレビアニメ『うらら迷路帖』関連曲                                                |
| 4月19日  | TVアニメ「うらら迷路帖」キャラクターソング1                                                               | 千矢（原田彩楓） | 「ドキドキがいっぱい！」                                    | テレビアニメ『うらら迷路帖』関連曲                                                |
| 5月24日  | THE IDOLM@STER CINDERELLA GIRLS LITTLE STARS! エチュードは1曲だけ                                         | 渋谷凛（福原綾香）、上条春菜（長島光那）、神谷奈緒（松井恵理子）、神崎蘭子（内田真礼）、三船美優（原田彩楓）                       | 「エチュードは1曲だけ」                                     | テレビアニメ『アイドルマスター シンデレラガールズ劇場』エンディングテーマ         |
| 5月24日  | THE IDOLM@STER CINDERELLA GIRLS LITTLE STARS! エチュードは1曲だけ                                         | 三船美優（原田彩楓） | 「エチュードは1曲だけ」                                     | テレビアニメ『アイドルマスター シンデレラガールズ劇場』エンディングテーマ         |
| 7月5日   | うらら迷路帖 キャラクターソングミニアルバム                                                               | 千矢（原田彩楓） | 「今日も矢を放て！」                                        | テレビアニメ『うらら迷路帖』関連曲                                                |
| 7月5日   | うらら迷路帖 キャラクターソングミニアルバム                                                               | らびりんず | 「ドキドキ迷宮」                                            | テレビアニメ『うらら迷路帖』関連曲                                                |
| 8月9日   | THE IDOLM@STER CINDERELLA GIRLS STARLIGHT MASTER 12 命燃やして恋せよ乙女                                  | 高垣楓（早見沙織）、佐藤心（花守ゆみり）、三船美優（原田彩楓）、安部菜々（三宅麻理恵）、片桐早苗（和氣あず未）                     | 「命燃やして恋せよ乙女（M@STER VERSION）」                  | ゲーム『アイドルマスター シンデレラガールズ スターライトステージ』関連曲          |
| 8月25日  | うらら迷路帖 Blu-ray＆DVD第6巻 特典CD                                                                     | らびりんず | 「go to Romance>>>>> feat.らびりんず」                      | テレビアニメ『うらら迷路帖』関連曲                                                |
| 10月25日 | ハッピー☆マテリアル                                                                                       | 近衛刀太（高倉有加）、時坂九郎丸（広瀬ゆうき）、桜雨キリヱ（茅野愛衣）、夏凜（小倉唯）、結城忍（原田彩楓）、雪広みぞれ（鬼頭明里） | 「ハッピー☆マテリアル」                                     | テレビアニメ『UQ HOLDER! 〜魔法先生ネギま！2〜』オープニングテーマ                |
| 10月25日 | ハッピー☆マテリアル                                                                                       | 近衛刀太（高倉有加）、時坂九郎丸（広瀬ゆうき）、桜雨キリヱ（茅野愛衣）、夏凜（小倉唯）、結城忍（原田彩楓）、雪広みぞれ（鬼頭明里） | 「Steady→Go!!」                                             | テレビアニメ『UQ HOLDER! 〜魔法先生ネギま！2〜』エンディングテーマ                |
| 2018年   | | |                                                             |                                                                                   |
| 1月31日  | UQ HOLDER! 〜魔法先生ネギま！2〜 Blu-ray BOX DISC4 キャラクターソングCD                                   | 結城忍（原田彩楓）、雪広みぞれ（鬼頭明里）                                                                                         | 「らぶ☆センセイション」                                     | テレビアニメ『UQ HOLDER! 〜魔法先生ネギま！2〜』関連曲                            |
| 4月4日   | THE IDOLM@STER CINDERELLA MASTER 050 三船美優                                                             | 三船美優（原田彩楓） | 「Last Kiss」                                               | ゲーム『アイドルマスター シンデレラガールズ』関連曲                               |
| 4月25日  | ワイズマンのテーマ                                                                                        | ワイズマン | 「ワイズマンのテーマ」 「ワイズマンのテーマ feat.IWAZARU?」 | テレビアニメ『ラストピリオド -終わりなき螺旋の物語-』エンディングテーマ           |
| 4月25日  | ワイズマンのテーマ                                                                                        | ワイズマン | 「ワイズマンの休日」                                        | テレビアニメ『ラストピリオド -終わりなき螺旋の物語-』関連曲                       |
| 9月8日   | THE IDOLM@STER CINDERELLA GIRLS SS3A Live Sound Booth♪ 会場オリジナルCD                                   | 三船美優（原田彩楓） | 「命燃やして恋せよ乙女（M@STER VERSION）」                  | ゲーム『アイドルマスター シンデレラガールズ スターライトステージ』関連曲          |
| 12月28日 | アイドルマスター シンデレラガールズ After20 第2巻特別版特典CD                                             | 川島瑞樹（東山奈央）、三船美優（原田彩楓）                                                                                         | 「オルゴールの小箱」                                        | 漫画『アイドルマスター シンデレラガールズ After20』関連曲                         |
| 2019年   | | |                                                             |                                                                                   |
| 1月23日  | THE IDOLM@STER CINDERELLA GIRLS STARLIGHT MASTER 25 Happy New Yeah!                                       | 三船美優（原田彩楓）、藤原肇（鈴木みのり）                                                                                         | 「Nocturne 〜For SS3A Rearrange Mix〜」                     | ゲーム『アイドルマスター シンデレラガールズ スターライトステージ』関連曲          |
| 1月30日  | ゆらぎ荘の幽奈さん Blu-ray&DVD第4巻 特典CD                                                                | 仲居ちとせ（原田彩楓） | 「えぷろまんすがーる」                                      | テレビアニメ『ゆらぎ荘の幽奈さん』関連曲                                          |
| 2月27日  | うちのメイドがウザすぎる！ Blu-ray&DVD Vol.2 スペシャルCD                                                 | 高梨ミーシャ（白石晴香）、鷲崎みみか（原田彩楓）、森川ゆい（井澤詩織）                                                             | 「まあまあ？ ますます!? ゆーじょーびより」                  | テレビアニメ『うちのメイドがウザすぎる！』関連曲                                  |
| 4月17日  | 百華繚乱                                                                                                  | 和泉守兼定（高井舞香）、獅子王（高柳知葉）、太郎坊兼光（原田彩楓）                                                                 | 「くくくXmas剣奏曲」                                        | ゲーム『天華百剣 -斬-』関連曲                                                     |
| 5月22日  | THE IDOLM@STER CINDERELLA GIRLS LITTLE STARS! Max Beat                                                    | 三船美優（原田彩楓） | 「実用音楽その2 安眠とやすらぎの音楽 シューベルトの子守歌」 | テレビアニメ『アイドルマスター シンデレラガールズ劇場』関連曲                     |
| 5月30日  | アイドルマスター シンデレラガールズ U149 第5巻特別版特典CD                                                | 市原仁奈（久野美咲）、三船美優（原田彩楓）                                                                                         | 「きみにいっぱい☆」                                         | 漫画『アイドルマスター シンデレラガールズ U149』関連曲                            |
| 11月13日 | THE IDOLM@STER CINDERELLA MASTER 3chord for the Pops!                                                     | 浜口あやめ（田澤茉純）、白菊ほたる（天野聡美）、三船美優（原田彩楓）                                                               | 「印象」                                                    | ゲーム『アイドルマスター シンデレラガールズ』関連曲                               |
| 11月27日 | 通常攻撃が全体攻撃で二回攻撃のお母さんは好きですか？ BD・DVD第3巻特典CD                                   | ポータ（原田彩楓） | 「ズンタカ行進曲」                                          | テレビアニメ『通常攻撃が全体攻撃で二回攻撃のお母さんは好きですか？』関連曲        |
| 2020年   | | |                                                             |                                                                                   |
| 1月8日   | THE IDOLM@STER CINDERELLA GIRLS STARLIGHT MASTER 35 Palette                                               | 三船美優（原田彩楓） | 「モザイクカケラ」                                          | ゲーム『アイドルマスター シンデレラガールズ スターライトステージ』関連曲          |
| 2021年   | | |                                                             |                                                                                   |
| 12月22日 | THE IDOLM@STER CINDERELLA GIRLS 10th ANNIVERSARY M@GICAL WONDERLAND TOUR!!! Celebration Land オリジナルCD | 三船美優（原田彩楓） | 「Take me☆Take you」 「キミのそばでずっと」                 | ゲーム『アイドルマスター シンデレラガールズ』関連曲                               |
| 12月22日 | THE IDOLM@STER CINDERELLA GIRLS STARLIGHT MASTER GOLD RUSH! 14 レッド・ソール                             | 桐生つかさ（河瀬茉希）、三船美優（原田彩楓）、星輝子（松田颯水）、藤原肇（鈴木みのり）                                             | 「レッド・ソール（M@STER VERSION）」                        | ゲーム『アイドルマスター シンデレラガールズ スターライトステージ』関連曲          |
| 12月22日 | THE IDOLM@STER CINDERELLA GIRLS STARLIGHT MASTER GOLD RUSH! 14 レッド・ソール                             | 三船美優（原田彩楓） | 「レッド・ソール（M@STER VERSION）」                        | ゲーム『アイドルマスター シンデレラガールズ スターライトステージ』関連曲          |
| 2022年   | | |                                                             |                                                                                   |
| 7月      | かがやきサマーデイズ                                                                                      | アビドス高等学校対策委員会 | 「かがやきサマーデイズ」                                    | Webアニメ『ブルーアーカイブ 1.5周年記念ショートアニメーション』エンディングテーマ |
| 2023年   | | |                                                             |                                                                                   |
| 3月1日   | THE IDOLM@STER CINDERELLA MASTER Cool jewelries! 004                                                      | 松永涼（千菅春香）、三船美優（原田彩楓）、森久保乃々（高橋花林）、藤原肇（鈴木みのり）、砂塚あきら（富田美憂）                     | 「Starry Night」 「認めてくれなくたっていいよ」             | ゲーム『アイドルマスター シンデレラガールズ』関連曲                               |
| 3月1日   | THE IDOLM@STER CINDERELLA MASTER Cool jewelries! 004                                                      | 三船美優（原田彩楓） | 「レイニー ブルー」                                         | ゲーム『アイドルマスター シンデレラガールズ』関連曲                               |
| 9月20日  | THE IDOLM@STER CINDERELLA GIRLS STARLIGHT MASTER PLATINUM NUMBER 09 さやけき花の生命に                    | 三船美優（原田彩楓） | 「Little More」                                             | ゲーム『アイドルマスター シンデレラガールズ スターライトステージ』関連曲          |
| 11月29日 | プリンセスコネクト！Re:Dive PRICONNE CHARACTER SONG 36                                                    | ランファ（原田彩楓） | 「アイノキズナ」 「名も無き花のrequiem」                    | ゲーム『プリンセスコネクト！Re:Dive』挿入歌                                       |
| 2024年   | | |                                                             |                                                                                   |
| 9月11日  | 青春のアーカイブ/真昼の空の月                                                                             | アビドス高等学校対策委員会 | 「青春のアーカイブ」                                        | テレビアニメ『ブルーアーカイブ The Animation』オープニングテーマ                  |
| 9月11日  | 青春のアーカイブ/真昼の空の月                                                                             | アビドス高等学校対策委員会 | 「真昼の空の月」                                            | テレビアニメ『ブルーアーカイブ The Animation』エンディングテーマ                  |
| 2025年   | | |                                                             |                                                                                   |
| 1月19日  | ブルーアーカイブ 青春あんさんぶる Vol.9 「対策委員会」                                                    | 対策委員会 | 「一緒の約束」                                              | ゲーム『ブルーアーカイブ -Blue Archive-』関連曲                                   |
| 4月30日  | プリンセスコネクト！Re:Dive PRICONNE CHARACTER SONG 47                                                    | チカ（福原綾香）、ランファ（原田彩楓）                                                                                             | 「星詠みの祈り唄」                                          | ゲーム『プリンセスコネクト！Re:Dive』挿入歌                                       |

## ライブ・イベント

### 合同ライブ
| 出演日              | タイトル                                                                                        | 会場                                     |
| ------------------- | ----------------------------------------------------------------------------------------------- | ---------------------------------------- |
| 2016年11月19日      | THE IDOLM@STER CINDERELLA GIRLS 5th Anniversary Party                                           | 森のホール21（千葉県）                   |
| 2017年7月8日・9日   | THE IDOLM@STER CINDERELLA GIRLS 5thLIVE TOUR Serendipity Parade!!! 幕張公演                     | 幕張イベントホール（千葉県）             |
| 2017年8月12日       | THE IDOLM@STER CINDERELLA GIRLS 5thLIVE TOUR Serendipity Parade!!! さいたまスーパーアリーナ公演 | さいたまスーパーアリーナ（埼玉県）       |
| 2018年3月4日        | アイドルマスター シンデレラガールズ劇場 すぷりんぐふぇすてぃばる 2018                           | 舞浜アンフィシアター（千葉県）           |
| 2018年9月8日・9日   | THE IDOLM@STER CINDERELLA GIRLS SS3A Live Sound Booth♪                                          | ヤマダグリーンドーム前橋（群馬県）       |
| 2018年12月1日       | THE IDOLM@STER CINDERELLA GIRLS 6thLIVE MERRY-GO-ROUNDOME!!!                                    | ナゴヤドーム（愛知県）                   |
| 2019年11月9日・10日 | THE IDOLM@STER CINDERELLA GIRLS 7thLIVE TOUR Special 3chord♪ Funky Dancing!                     | ナゴヤドーム（愛知県）                   |
| 2021年1月10日       | THE IDOLM@STER CINDERELLA GIRLS Broadcast & LIVE Happy New Yell!!!                              | 幕張メッセ国際展示場 1-3ホール（千葉県） |
| 2022年1月29日・30日 | THE IDOLM@STER CINDERELLA GIRLS 10th ANNIVERSARY M@GICAL WONDERLAND TOUR!!! Tropical Land       | ライブ配信（ASOBISTAGE）                 |
| 2022年4月3日        | THE IDOLM@STER CINDERELLA GIRLS 10th ANNIVERSARY M@GICAL WONDERLAND!!!                          | ベルーナドーム（埼玉県）                 |
| 2023年2月12日       | THE IDOLM@STER M@STERS OF IDOL WORLD!!!!! 2023                                                  | 東京ドーム（東京都）                     |
| 2023年9月9日・10日  | THE IDOLM@STER CINDERELLA GIRLS Shout out Live!!!                                               | 愛知県国際展示場 ホールA（愛知県）       |